# Deodápolis
Deodápolis is een gemeente in de Braziliaanse deelstaat Mato Grosso do Sul. De gemeente telt 11.600 inwoners (schatting 2009).
De gemeente grenst aan Glória de Dourados, Ivinhema en Dourados.